# Forțele armate ale Norvegiei
Forțele armate norvegiene ((norvegiană Forsvaret, „The Defence”) este organizația militară responsabilă de apărarea Norvegiei. Este alcătuită din cinci ramuri, Armata, Naval, care include Garda de Coastă, Forța Aeriană Regală Norvegiană, Garda Națională și Forța Norvegiană de Apărare Cibernetică, precum și mai multe departamente comune.
Forța militară în timp de pace este de aproximativ 23.250 de personal, inclusiv personalul militar și civil, și aproximativ 63.250 în total, cu actualul personal militar, recruți și Garda Națională în plină mobilizare.
Dintre membrii europeni NATO, cheltuielile militare de 7,2 miliarde de dolari sunt cele mai mari pe cap de locuitor.